# Ruszin himnusz
A ruszin himnusz (ruszinul Подкарпатскіи Русины) a kárpátaljai ruszinok nemzeti himnusza. Szövegét Alekszander Duhnovics (Александер Духнович / Duchnovits Sándor) görögkatolikus parókus, zenéjét Stefan Fentsik (Стефан Фенцик / Fenczik István) zeneszerző írta.

## Szövege
| Kárpátalji ruszin népem    |
| Elég volt az álomból,      |
| Fölötted az ébredésre      |
| Hívó harang most kondul.   |
| Szabadon, békében          |
| Éljen ruszin népem,        |
| Ott lakozzék az igazság    |
| És távol a háború.         |
| Kék egünket ne búsítsa     |
| Kérve kérjük, a ború,      |
| Egész világ hadd hallja,   |
| Hogy ez a nép óhaja:       |
| Magasságos Úristen         |
| Szent kegyelmed segítsen,  |
| Adj ránk jobb jövőt itten! |

| Подкарпатскіи Русины      |
| оставьте глубокій сон!    |
| Народный голос зовет вас: |
| Не забудьте о своем!      |
| Наш народ любимый         |
| да будет свободный,       |
| Oт него да отдалится      |
| непріятелей буря,         |
| Да согрѣет справедливость |
| уж и русское племя!       |
| Желаніе русских вождь,    |
| Русскій да живет народ!   |
| Всѣ просим Всевышняго,    |
| Да подержит русскаго,     |
| и даст вѣка лучшаго!      |

## A szerzők és az első megjelenés
A közvetlen bizonyítéka annak, hogy Duhnovics ennek a szövegnek a szerzője, nincs, de későbbi kutatók nagyon valószínűnek tartják.
A ruszin szöveg először a Vrabély Mihály által kiadott Русскій соловей (A rusin fülemüle) c. dal gyűjteményben megjelent Ungváron 1890-ben. De belőle két sor hiányzott és a szerző neve nem volt jelölve. Vrabély Mihály gyűjteményének 
fotoprint kiadványa Ungváron 2014-ben újra jelent meg.
A magyar fordítás szerzője Bonkáló Sándor.